# Осам бесмртних
Осам бесмртних (八仙; пинјин) је група легендарних ксијана („бесмртника“) у кинеској митологији. Поштују их таоисти, а такође су популарни елемент у секуларној кинеској култури.
Дом осам бесмртних је планина Пенглаи која се налази на једном од три острва на источном крају Бохајског мора (дела Жутог мора, између Јапана и Кореје). Он се описује у Легенди o Острву бесмртних. У причи из Шан Хаи Јинга („Збирке планина и мора“) из IV века п.н.е.
Осам бесмртних су:
- Хе Сјангу (何仙姑) жена с лотосовим цветом и флаутом од бресквиног дрвета, заштитница домаћица;
- краљев стриц Цао (Цао Гоцзју, 曹國舅) са кастањетом у руци, патрон глумаца;
- Ли гвоздена штака (Ли Тегуај, 李鐵拐) доктор и научник, представља се са тиквом, заштитник је болесних и покровитељ магова и астролога;
- Лан Цајхе (藍采和) непознатог пола и година са корпом цветова, покровитељ(ка) трговаца цвећем и баштована;
- Лу Донгбин (呂洞賓) чувени таоистички патријарх, са магичним мачем, покровитељ литературе и фризера;
- Хан Ксианг (韓湘子) филозоф, излива из тикве вино чашу за чашом без краја, свира на флаути, покровитељ је музичара;
- старац Жанг Гуо (張果老) чаробњак, приказују га са бамбусовим бубњем и на мули, заштитник старих;
- Жонгли Ђуан (鐘離權): приказује се голих груди и стомака са лепезом, заштитник је војника, познаје еликсир бесмртности.